# Şeyx Babı Mausoleum

Şeyx Babı Mausoleum (2024)

Şeyx Babı Mausoleum (eingedeutscht Scheich Babi) ist ein architektonisches Denkmal im Dorf Babı der Provinz Füzuli von Aserbaidschan.

## Geschichte und Architektur
Das Mausoleum, das nur wenige Kilometer von der iranischen Grenze entfernt liegt, wurde im Jahr 1272 vom Architekten Ali Madschidaddin zu Ehren des angesehenen Gelehrten seiner Zeit Şeyx Babı Yaqub erbaut. Im 19. und 20. Jahrhundert widmeten sich zahlreiche russische Wissenschaftler der Erforschung dieses historischen Baudenkmals. Der Mittelalterforscher A. Brozgula und der Akademiker T. Roskowsky stellten in ihren Studien fest, dass das Grab aus dem 12. Jahrhundert stammt. Später führte Professor W. Kratschkowskaja, eine weitere russische Forscherin, Untersuchungen durch und datierte sie auf das 13. Jahrhundert. In den 1930er Jahren befasste sich auch der Orientalist M. Chanikow mit der Erforschung des Mausoleums.   
Die Grabstätte ist aus weißem Stein errichtet worden. Der obere Teil ist mit einer achteckigen Kuppel bedeckt.
Im Sommer 2011 wurden im Auftrag des aserbaidschanischen Ministeriums für Kultur und Tourismus archäologische Ausgrabungen am Grabmal durchgeführt. Bei den Arbeiten in der Nähe des Grabes wurden auch Ruinen einer Festungsanlage entdeckt. Diese Ruinen dienten vermutlich zunächst als Karawanserei, bevor sie in eine Moschee umgewandelt wurden. Zudem wurden dort sechs Steingräber freigelegt, die vermutlich Kriegern zuzuordnen sind. In einem der Gräber fand man ein kopfloses Skelett, in einem anderen ein Skelett zusammen mit Pfeilspitzen. Nach Abschluss der Ausgrabungen begannen die Restaurierungsarbeiten an den Monumenten.
Während des Zweiten Bergkarabachkrieges wurde das Grabmal am 29. September 2020 als Folge des Artilleriebeschusses durch armenische Einheiten schwer beschädigt. Nach dem Krieg wurde es wieder restauriert.